# Elmo Hope
St. Elmo Silvester Hope (New York, 27 juni 1923 – aldaar, 19 mei 1967) was een Amerikaans jazzpianist in de hardbop.
Vanwege zijn aparte stijl van spelen en een paar kenmerkende composities is hij populair geworden bij een selecte groep liefhebbers.
Hij begon zijn carrière in The Joe Morris Band. Vanaf 1953 begon hij zelf opnamen te maken met onder meer: Sonny Rollins, Lou Donaldson, Clifford Brown maar verhuisde naar L.A nadat hij op het gebruik van drugs was betrapt. Hij speelde toen een tijdje met Chet Baker voordat hij naar met Lionel Hampton ging spelen. Verder speelde hij nog samen met John Coltrane, Hank Mobley, Donald Byrd, Paul Chambers en Philly Joe Jones op het onbekende maar toch legendarische (vanwege de grote namen) Informal Jazz. Hij heeft ook meerdere keren samengewerkt met saxofonist Frank Foster.
Hope keerde terug naar New York en moest daar naar de gevangenis wegens drugsgebruik. Toen hij vrij kwam maakte hij nog een album met zijn vrouw die ook pianiste was.
Hope overleed in 1967.
- Biblioteca Nacional de España: XX972683
- Bibliothèque nationale de France: cb138953136 (data)
- Gemeinsame Normdatei: 134943376
- International Standard Name Identifier: 0000 0000 5514 2664
- Library of Congress Control Number: nr90001055
- MusicBrainz: bb70f5eb-ef81-43f6-bc64-477cd74a2c2a
- Nationale Bibliotheek van Israël: 987007407603105171
- SNAC: w6bg5wjk
- Système universitaire de documentation: 156624907
- Virtual International Authority File: 44485338
- WorldCat: E39PBJh4vc9GKDbpqmXy4r3bBP